# 屈讷利耶尔
屈讷利耶尔（法語：Cunelières，法語發音：[kynəljɛʁ]）是法国勃艮第-弗朗什-孔泰大区贝尔福地区省的一个市镇，位于该省东部，属于贝尔福区。

## 地理
屈讷利耶尔（47°37'33"N, 6°59'50"E）面积2.02 平方千米，位于法国勃艮第-弗朗什-孔泰大區贝尔福地区省，该省份为法国东北部内陆省份，东临上莱茵省，北起孚日省，西接上索恩省，南与杜省和瑞士接壤。
与屈讷利耶尔接壤的市镇（或旧市镇、城区）包括：富斯马涅、旧蒙特勒、蒙特勒堡、珀蒂克鲁瓦。
屈讷利耶尔的时区为UTC+01:00、UTC+02:00（夏令时）。

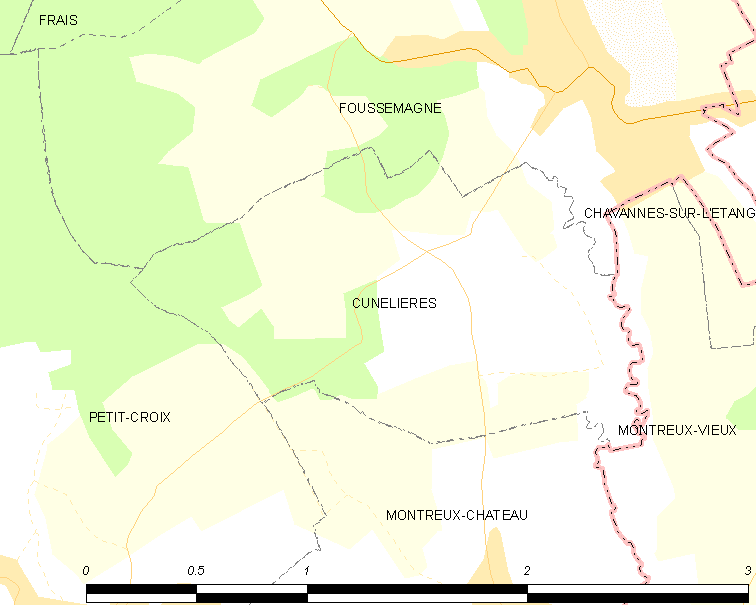
屈讷利耶尔的OSM定位图

## 行政
屈讷利耶尔的邮政编码为90150，INSEE市镇编码为90031。

## 政治
屈讷利耶尔所属的省级选区为格朗维拉尔县。

## 人口

1962-2008年间屈讷利耶尔人口变化图示

屈讷利耶尔于2022年1月1日时的人口数量为344人。